# El Fath-moskee (Tegelen)
De El Fath-moskee is een moskee voor de Marokkaanse gemeenschap in Tegelen, in de Limburgse gemeente Venlo. El Fath betekent: de vrijheid.
De moskee vestigde zich aanvankelijk in 1989 in het oude patronaatsgebouw aan de Spoorstraat. Omdat de locatie te klein was geworden, werd gezocht naar een nieuwe locatie. Deze werd gevonden in een voormalig schoolgebouw aan De Breuken. In 2015 verhuisde de moskee naar deze nieuwe locatie.
Behalve gebedsdiensten biedt de moskee ook lessen aan in de klaslokalen, en beschikt men over een gymzaal. Tevens vinden er regelmatig lezingen plaats over de islamitische godsdienst en worden sociale activiteiten georganiseerd.